# Redivivoides capensis
Redivivoides capensis – gatunek pszczoły z rodziny spójnicowatych i podrodziny spójnic.
Gatunek ten opisany został w 2012 roku przez Michaela Kuhlmanna.
Samce osiągają od 8,5 do 10 mm, a samice od 9 do 10,5 mm długości ciała. Oskórek jest czarny z ciemnorudobrązowymi szczytami żuwaczek, rudobrązowym lub pomarańczowym spodem czułków i czasem ciemnorudobrązowymi odnóżami. Nieco szersza niż dłuższa głowa ma w większości płaski i na wierzchołku prawie niepunktowany nadustek. Rzadkie, pomieszane włoski barwy czarnej i białawoszarej do brązowej porastają twarz, zwłaszcza ciemię i krawędzi oczu. Matowa, delikatnie szagrynowana tarcza śródplecza pozbawiona jest punktowania. Większą część mezosomy pokrywa długie, żółtawobrązowe owłosienie, a na wspomnianej tarczy występują też włoski czarne. Owłosienie odnóży u samca jest białawe. Samica ma uda owłosione białawożółto, golenie i stopy ciemnobrązowo lub czarno, a włoski koszyczka ciemnobrązowe. Oskórek trzech początkowych tergitów metasomy jest częściowo czerwony. Dyski trzech początkowych tergitów porastają białawożółte włoski. Białe przepaski wierzchołkowe występują u samca na tergitach od drugiego do piątego i są wąskie, a u samicy od drugiego do czwartego i są szerokie. 
Owad endemiczny dla Południowej Afryki, znany wyłącznie z prowincji Przylądkowej Zachodniej. Imagines są aktywne od lipca do września i chętnie odwiedzają kwiaty Nylandtia scoparia.